# Colombier-le-Cardinal
Colombier-le-Cardinal är en kommun i departementet Ardèche i regionen Auvergne-Rhône-Alpes i sydöstra Frankrike. Kommunen ligger  i kantonen Serrières som ligger i arrondissementet Tournon-sur-Rhône. År 2022 hade Colombier-le-Cardinal 335 invånare.

## Befolkningsutveckling
Antalet invånare i kommunen Colombier-le-Cardinal
Referens: INSEE